# رآکتور بستر قطره‌ای

راکتور بستر بستر قطره‌ای یک راکتور شیمیایی کاتالیستی است که در آن جهت حرکت فاز مایع همواره از بالا به پایین بوده اما جهت حرکت فاز گاز می‌تواند از بالا به پایین یا از پایین به بالا باشد. کاربرد رایج این رآکتور در واکنشهای هیدروژناسیون است.